# GSG 9

Insígnia do GSG 9.

GSG 9 der Bundespolizei, anteriormente uma abreviatura em alemão para Grenzschutzgruppe 9, ou Grupo 9 da Guarda de Fronteira em português, é a unidade de resposta contraterrorista da Policia Federal Alemã (Bundespolizei), considerada uma das mais eficientes do mundo. 
Depois da falha histórica da policia alemã que deu origem ao Massacre de Munique, houve uma reforma na organização baseada nos modelos das forças operacionais especiais britânicas como o SAS, mas principalmente nas forças especiais israelenses, Sayeret Matkal no inicio, que originaram então o grupo, que seria designado para lidar com situações semelhantes, vindo a ser aos dias de hoje uma das forças-tarefa policiais mais eficientes e reconhecidas do mundo.
A conexão criada nesse período de treinamentos com os israelenses foi tão forte que se mantém até atualmente. Por exemplo a Unidade Especial de Policia da Guarda de Fronteira Israelense - Yamam/Magav - uma unidade experiente que raramente treinam com unidades estrangeiras, mantém um estreito intercâmbio de treinamento com a GSG 9.

## Outras operações conhecidas publicamente

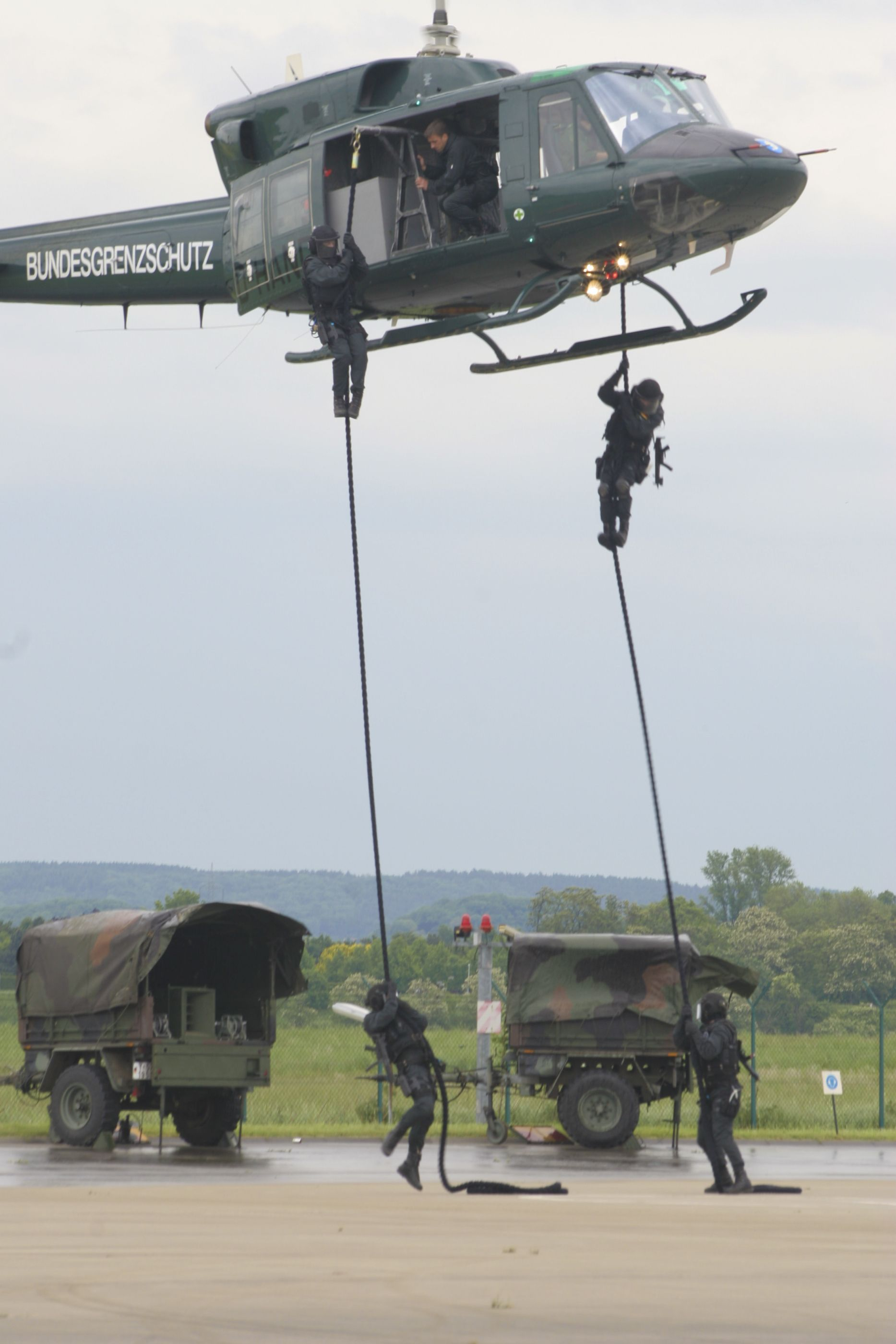
Policiais do GSG9 durante um exercício de treinamento, em 2005.

Principais missões conhecidas e publicadas pela imprensa.
- 1977 Outubro 17-18: Um Luthansa Flight 181 foi sequestrado por quatro terroristas árabes exigindo a libertação dos membros da Fração do Exército Vermelho (Baader-Meinhof). Os policiais da GSG 9 invadiram a aeronave no solo em Mogadíscio, na Somália, e libertaram todos os 86 reféns.
- 1982: Prisão de  Mohnhaupt e Schulz, do grupo Baader-Meinhof.
- 1993: Detenção dos membros do Baader-Meinhof - Birgit Hogefeld e Wolfgang Grams -, em Bad Kleinen. A teoria de que Wolfgang Grams fora executado em vingança pela morte do GSG 9 Michael Newrzella durante a missão (Grams havia atirado e matado Newrzella quando este o atacou) foi desconsiderada pelo investigador.
- 1993: Desfecho do sequestro do voo KLM da Tunísia para Amsterdam, redirecionado para Düsseldorf, sem um único tiro disparado.
- 1994: Desfecho de um sequestro na penitenciária Kassel.
- 1994: Envolvimento na busca dos sequestradores Albert and Polak.
- 1995: Operação Flash & Storm (Croácia) para a libertação de um território croata ocupado por rebeldes sérvios.
- 1998: Prisão de um homem que tenta extorquir dinheiro da companhia ferroviária alemã Deutsche Bahn.
- 1999: Prisão de Metin Kaplan em Colônia.
- 1999: Preso dois membros do Roten Zellen em Berlim.
- 1999: Desfecho de um seqüestro do Banco Central em Aachen
- 2000: Aconselhamento as  Filipinas relacionado a um sequestro.
- 2001: Prisão de dois espiões em Heidelberg.
- 2001: Ajuda na liberação de quatro turistas alemães no Egito.
- 2001: Prisão de terroristas relacionados aos ataques de 11 de setembro.
- 2002: Prisão de terroristas relacionados aos ataques de 11 de setembro.
- 2003: Segurança de quatro membros da German Technisches Hilfswerk (THW) (A organização governamental antidesastres da Alemanha) em Baghdad, Iraque. A missão da THW tinha como objetivo reparar a rede de distribuição de água.
- 2004: Foi responsável pela proteção de funcionários e propriedades da embaixada alemã em Bagdá no Iraque.
- 2004: Em 7 de abril, dois membros foram atacados e assassinados perto de Faluja enquanto seu comboio atravessava de Amman (Jordânia) para Bagdá. Os dois homens tinham 25 e 38 anos e estavam viajando em um carro atrás do comboio, recebendo a maior parte do fogo inimigo depois de passar a emboscada. A Mercedes blindada foi atingida e parada por LGFs. Num comunicado posterior, os atacantes desculparam-se por terem confundido o comboio alemão por um americano. Um dos corpos continua desaparecido.
- 2007: Três supostos terroristas foram apreendidos na terça-feira, 4 de Setembro de 2007, por planejar ataques com bombas em alvos enormes na Alemanha. As bombas planejadas teriam mais poder do que os explosivos utilizados em Madrid e nos ataques terroristas em Londres. Eles queriam construir uma bomba no sul da Alemanha, capaz de matar o maior número possível. Fritz Gelowicz, 29 anos, Adem Yilmaz, também 29 e Daniel Schneider, de 22 anos, foram acusados de participação em uma organização terrorista, fazendo os preparativos para um crime envolvendo explosivos e, no caso de Schneider, tentativa de homicídio.

## Organização
O GSG 9 é estruturado nas seguintes unidades:
- Operações Regulares: O primeiro subgrupo do GSG 9 é utilizado para ações terrestres regulares contra o terrorismo. Isso pode envolver casos de sequestro, rapto, terrorismo ou extorsão. O grupo também pode ser usado para guardar locais seguros, neutralizar alvos, sniping e rastreamento de fugitivos.
- Operações Marítimas: O segundo subgrupo do GSG 9 é utilizado para operações no mar, por exemplo, em sequestro de navios ou plataformas petrolíferas.
- Operações Aéreas: O terceiro subgrupo do GSG 9 é utilizado para operações aéreas, incluindo paraquedas e pousos de helicóptero.
- Unidade Técnica: Esta unidade dá suporte a outras unidades para entrar na área alvo e é responsável pela obtenção, análise e emissão de equipamentos que não sejam armas. Os membros da unidade técnica também são especialistas em ordem de destruição de explosivos. Eles são treinados para o processamento e a eliminação de dispositivos explosivos improvisados.
- Serviços Centrais: Este grupo de serviços mantém o arsenal do GSG 9 e está envolvido em testes, reparos e compra de armas, munições e explosivos.
- Unidade de Documentação: Esta unidade processa as comunicações, incluindo os testes, reparos e compra de equipamentos de comunicações e vigilância.
- Equipe de Operações: Controla a administração do GSG 9.
- Unidade de Treinamento: Esta unidade treina membros existentes, e seleciona, recruta e treina os novos membros.

## Treinamento
Os membros da Bundespolizei e outros serviços da polícia alemã com dois anos de serviço podem aderir ao GSG 9. O período de treinamento de 22 semanas inclui treze semanas de treinamento básico e nove semanas de treinamento avançado. Além de exames médicos, existem muitos requisitos físicos e psicológicos, por exemplo, correr 5000 metros em 23 minutos e saltar uma distância de pelo menos 4,75 metros (também regra para o Deutsches Sportabzeichen). A identidade dos membros do GSG 9 é classificado como secreta. O aperfeiçoamento muitas vezes envolve a cooperação com outras unidades contra-terroristas aliadas. Apenas um em cada cinco passam no curso de formação.

## Equipamento
- Submetralhadora Heckler & Koch MP5 em várias versões/configurações
- Submetralhadora Heckler & Koch MP7
- Rifles de assalto Heckler & Koch G36, G36K e G36C
- Carabina Heckler & Koch HK416
- Carabina Heckler & Koch HK417
- Metralhadora G8
- Rifle de Sniper AMP Technical Services DSR-1
- Rifle de assaulto SIG Sauer SG 550
- Rifle de assaulto Steyr AUG A3
- Pistola Heckler & Koch P7M8
- Pistola Glock 17
- Tático USP 45 (chamado P12)
- Revólveres Smith & Wesson e Ruger .357 Magnum
- Várias espingardas
- Lançador de granadas Heckler Koch MZP-1
- Arma anti-tanque MBB Armbrust
- Bota Tática GSG 9 projetado especificamente para o GSG 9 pela Adidas